# Chris Kablan
Chris Kablan (sinh ngày 30 tháng 11 năm 1994) là một cầu thủ bóng đá người Thụy Sĩ thi đấu cho FC Thun ở vị trí hậu vệ trái và phải.

## Sự nghiệp chuyên nghiệp
Kablan ra mắt chuyên nghiệp cho Thun trong thất bại 2-1 tại Giải bóng đá vô địch quốc gia Thụy Sĩ trước FC Zürich vào ngày 30 tháng 7 năm 2017.

## Đời sống cá nhân
Chris Kablan có gốc Bờ Biển Ngà từ bố, còn mẹ là người Thụy Sĩ  Chris Kablan also holds French citizenship.